# Наро-Фоминское викариатство
На́ро-Фоми́нское викариа́тство — викариатство Московской городской епархии Русской православной церкви. Поименовано по городу Наро-Фоминску.

## История
Викариатство было основано решением Священного Синода Русской православной церкви 5 марта 2010 года и поименовано по городу Наро-Фоминску. Викариатство является титулярным: сначала епископы Наро-Фоминские являлись управляющими Патриаршими приходами в США, с 2020 года — начальниками управлений Московской патриархии.

## Архиереи
- Юстиниан (Овчинников) (5 марта 2010 — 25 июля 2014)
- Иоанн (Рощин) (1 августа 2014 — 15 октября 2018)
- Парамон (Голубка) (25 августа 2020 — 24 августа 2023)
- Никандр (Пилишин) (18 октября 2023 — 27 декабря 2024)